# James Allison (immunologiste)
Pour les articles homonymes, voir James Allison et Allison.
James Patrick Allison, né le 7 août 1948, est un immunologiste américain, récipiendaire en 2015 du prix Albert-Lasker pour la recherche médicale clinique et, en 2018, du prix Nobel de physiologie ou médecine.

## Travaux
Il a travaillé sur l'immunité anti-cancéreuse et, en particulier, sur la protéine CTLA-4 qui inhibe la fonction des lymphocytes T et sur le CD28 (en), qui, lui, a un rôle stimulant. Il démontre ainsi que l'inhibition du CTLA4 permet d'avoir une activité antitumorale. Cette découverte permettra la fabrication de l'Ipilimumab, un anticorps monoclonal ciblant le CTLA4, par deux de ses collègues, Alan Korman et Nils Lonberg.

## Récompense
Il reçoit en 2015 le prix Albert-Lasker pour la recherche médicale clinique pour ses travaux.
En 2017 il reçoit le prix Balzan pour les approches immunologiques dans la thérapie du cancer, avec Robert D. Schreiber (en).
En 2018, il reçoit le prix Nobel de physiologie ou médecine pour ses recherches sur l'immunothérapie conjointement avec Tasuku Honjo.